# Puput arbòria capbruna
La puput arbòria capbruna (Rhinopomastus castaneiceps) és una espècie d'ocell de la família dels fenicúlids (Phoeniculidae) que rep en diverses llengües el nom de "Puput dels arbres capbruna" (Espanyol: Abubilla-arbórea cabeciparda. Francès: Irrisor à tête brune).

## Descripció
És un ocell més aviat petit, mesura entre 26 i 28 cm i pesa entre 22 i 25g. Són esvelts, foscos i la cua és llarga. El dors és iridescent blau-verd o verd-blau; violeta en la cua; les ales blau fosc amb brillantor verdosa; sense blanc a les ales ni a la cua; pit i ventre inferiors de color negre verdós; bec relativament curt i recte, gris, ombrejat fins a negre a la base, amb groc al llarg dels talls. L'iris és marró fosc; el tars i els peus són negres. La femella és més petita que el mascle, i amb menys iridescència. Els juvenils són com les femelles en la subespècie brunneiceps, però de colors més apagats i més petits que les femelles de la subespècie nominal.

## Distribució i hàbitat
Es distribueix per Libèria, Costa d'Ivori, sud de Ghana, sud de Nigèria, sud del Camerun i nord de la República Democràtica del Congo, Uganda i Ruanda.
Es mou pel dosser obert de bosc primari, especialment en zones amb enfiladisses, falgueres i branques cobertes de molsa, així com boscos secundaris, plantacions velles i les vores dels boscos, també les vores de clarianes. Enregistrat des de prop del nivell del mar fins als 1500 m. Pot tenir algunes preferències subtils dins de l'hàbitat forestal: no hi ha exemplars obtinguts pels col·leccionistes al bosc de baixa cota a l'oest d'Uganda, però sí sèries d'ocells preses en un lloc no llunyà a una alçada una mica més alta.

## Dieta i alimentació
S'alimenta majoritàriament d'artròpodes, inclosos escarabats adults, paneroles, aranyes, formigues i tèrmits, inclosos els alats, també erugues, diverses larves i pupes; també petits fruits, baies, llavors. Pel que sembla, gairebé sempre s'alimenta a la part alta dels arbres. És àgil i sovint s'arrossega o salta entre branques estretes (fins a 10 cm de diàmetre), branques, epífits i enfiladisses; s'aferra amb el cap cap per avall i es penja sota les branques; sondeja les escletxes per localitzar preses, també sondeja els fruits i les flors cercant insectes; obre fulles tancades. Els tèrmits el captura en vol. S'alimenta sol o en parella, sovint en petits grups de fins a 5-6. S'uneix a estols d'espècies mixtes que cerquen alimenten.

## Reproducció
A Libèria fa la posta a principis d'abril; a Uganda i la R. D. del Congo al novembre-desembre; al Congo-Brazzaville a mitjan gener es va observar una còpula. L'únic niu conegut es va situar al forat d'un arbre a 35 m sobre el sòl; i la cria era alimentada pels dos pares a intervals de deu minuts. D'altra banda, la biologia de la cria és totalment desconeguda.

## Taxonomia
La taxonomia és incerta. Encara que alguns aspectes del plomatge indiquen afinitats amb el gènere Phoeniculus, més especialment amb P. bollei, la mida, els colors de la part nua i les vocalitzacions  són més propers als de Rhinopomastus, i les espècies col·locades en conseqüència en aquest gènere; calen més estudis d'ADN per aclarir la veritable afiliació genèrica. La subespècie R. c. brunneiceps sembla estar a prop de l'estatus de l'espècie; tanmateix, un dels arguments més forts a favor d'aquesta divisió va ser que els ocells amb el cap blanc es troben només en aquesta subespècie, però les evidències recents indiquen que els ocells de cap blanc també es troben en la subespècie nominal, a Ghana. Els ocells de l'est de la R.D. del Congo, Uganda i l'oest de Kenya, descrits com a subespècie adolffriederici, ara es considera indestriable de brunneiceps. La classificació del Congrés Ornitològic Internacional (versió 14.2, 2024) encara la inclou dins el gènere Phoeniculus.
Es reconeixen dues subespècies:
- R. c. castaneiceps (Sharpe, 1871) - sud de Guinea, Costa d'Ivori, Libèria, sud de Ghana i sud-oest de Nigèria.
- R. c. brunneiceps (Sharpe, 1903) - sud de Camerun, sud-oest de la República Centreafricana i nord del Congo a través de la R. D. del Congo fins a Uganda, i al sud de Ruanda; antigament extrem oest de Kenya.